# 농업용 석회
농업용 석회(農業用石灰)는 산성화된 토양을 중화시키기 위해 사용되는 염기성 암모니아 석회이다. 
분쇄된 석회석 또는 백악으로 만든 토양 첨가제이다. 주요 활성 성분은 탄산칼슘이다. 추가 화학 물질은 광물 공급원에 따라 다르며 산화칼슘을 포함할 수 있다. 생석회(산화칼슘) 및 소석회(수산화칼슘)라고 하는 석회 유형과 달리 분말 석회석은 석회 가마에서 석회 연소가 필요하지 않다. 밀링만이 필요하다. 이러한 모든 유형의 석회는 때때로 토양 개량제로 사용되며 산도를 교정하기 위한 기초를 제공한다는 공통 주제가 있지만 오늘날 농장용 석회는 종종 분쇄된 석회암이다. 역사적으로 과거 수세기 동안 농지의 석회 처리는 종종 탄 석회로 이루어졌다. 그 차이는 돌과 광석의 저렴한 대량 생산 규모의 미세 밀링이 19세기 중반 이후 개발된 기술에 의존한다는 사실에 의해 적어도 부분적으로 설명된다.

## 같이 보기
- 이회암
- 토양 pH